# Lambda García
Lambda Germán García González (Città del Messico, 7 gennaio 1987) è un attore messicano.

## Biografia
García ha studiato recitazione al Centro de Estudios y Formación Actoral para Televisión (CEFAT) di TV Azteca, con i suoi insegnanti Dora Cordero e Raúl Quintanilla; ha anche frequentato la Broadway Dance Academy per studiare teatro musicale.
García ha iniziato la sua carriera di attore nella telenovela Se busca un hombre nel 2007, dove ha interpretato il ruolo di Diego Villaseñor.
L'anno successivo ha avuto un ruolo di supporto nella telenovela Cachito de mi corazón.
Nel 2009, ha avuto un ruolo di supporto nella telenovela Pasión Morena  come Gustavo Sirenio.
Nel 2011, García ha recitato nella telenovela Cielo rojo, dove ha interpretato il ruolo di Sebastián Rentería. L'anno successivo, ha avuto un ruolo di supporto nella telenovela La otra cara del alma come Marcos Figueroa.
Nel 2014, ha avuto un ruolo di supporto nella telenovela Las Bravo dove ha interpretato il ruolo di Fernando Sánchez, uno spogliarellista.
Nel 2016, García è apparso come guest star nella stagione 4 della serie televisiva El señor de los cielos, dove ha interpretato il ruolo di Nerio Pereira.
Nel 2017 ha partecipato alla serie televisiva Paquita la del Barrio, basata sulla vita dell'omonimo cantante messicano. García ha interpretato il ruolo di Antonio, lo zio del cantante.
Sempre nel 2017 partecipa come protagonista nella telenovela Sangre de mi tierra nel ruolo di Juan José "Juanjo" Montiel.
Nel 2024 fa parte del cast della telenovela Papás por conveniencia.

## Doppiatori italiani
- Massimo Triggiani in Sangre de mi tierra
- Renato Novara in Pasión Morena